# Dakota (Minnesota)
Dakota es una ciudad situada en el condado de Winona, Minnesota, Estados Unidos. Tiene una población estimada, a mediados de 2023, de 290 habitantes.

## Geografía
La localidad está ubicada en las coordenadas 43°54′42″N 91°21′41″O / 43.91167, -91.36139 (43.911548, -91.361362). Según la Oficina del Censo, tiene una superficie de 1.43 km² de tierra y 0.00003 km² de agua.

## Demografía
Según el censo de 2020, en ese momento había 295 personas residiendo en la localidad. La densidad de población era de 206.29 hab./km². El 96.27% de los habitantes eran blancos, el 0.34% era amerindio, el 0.34% era asiático, el 1.02% eran de otras razas y el 2.03% eran de una mezcla de razas. Del total de la población, el 1.36% eran hispanos o latinos de cualquier raza.